# Brasmex – Brasil Minas Express
```

```

A Brasmex - Brasil Minas Express foi uma companhia aérea de carga brasileira com sede operacional no Aeroporto Internacional de Viracopos. Fundada em 2001, passou a operar efetivamente em 14 de dezembro de 2002, com voos que só eram permitidos a partir do Aeroporto Internacional de Guarulhos. A Brasmex operava com um única aeronave Douglas DC-10-30 alugada do Grupo CIT.

## Historia
A companhia aérea foi fundada em 2 de janeiro de 2001, sob a liderança de Carlos Hamilton Martins Silva. Com sede operacional no Aeroporto Internacional de Viracopos, começou a operar efetivamente em 14 de dezembro de 2002. Inicialmente, os voos só eram permitidos a partir do Aeroporto Internacional de Guarulhos, e a Brasmex operava com uma única aeronave Douglas DC-10-30 alugada do Grupo CIT.
Estava previsto que a empresa receberia um segundo DC-10, dos três que seriam colocados em operação até o final de 2003. Isso representou um investimento de US$ 50 milhões, dos quais US$ 20 milhões foram destinados à estrutura, manutenção, pilotos e equipe técnica.
A empresa chegou a transportar um total de 26 milhões de toneladas por quilômetro de carga, representando 70% do mercado internacional. Em 2003, foram realizados 139 voos, sendo 85 no exterior e 54 no mercado doméstico.
A Brasmex encerrou suas atividades entre janeiro e março de 2004.

## Serviços
A Brasmex operou serviços de cargas, saindo de Belo Horizonte, Rio de Janeiro e São Paulo para Luxemburgo, Manaus, Miami e Milão.

## Frota
A frota da Brasmex era composta por uma (1) aeronave:

| Aeronave                | Prefixo aeronáutico |
| ----------------------- | ------------------- |
| McDonnell Douglas DC-10 | PR-BME              |